# Matthew Hurt
Pour les articles homonymes, voir Hurt.
Matthew "Matt" Christopher Hurt, né le 20 avril 2000 à Rochester dans le Minnesota, est un joueur américain de basket-ball évoluant au poste d'ailier fort. Il mesure 2,04 m.

## Biographie

### Carrière universitaire
Entre 2019 et 2021, il joue pour les Blue Devils de Duke.
Le 14 avril 2021, il se déclare candidat à la draft NBA 2021.

### Carrière professionnelle
Bien que non drafté, il signe, le 13 août 2021, un contrat two-way en faveur des Rockets de Houston. Il est coupé fin septembre 2021.
Fin janvier 2024, il signe un contrat de 10 jours en faveur des Grizzlies de Memphis.

## Statistiques

### Universitaires
Les statistiques de Matthew Hurt en matchs universitaires sont les suivantes :
| Saison    | Équipe   | Matchs | Titul. | Min./m | % Tir | % 3pts | % LF | Rbds/m. | Pass/m. | Int/m. | Ctr/m. | Pts/m. |
| --------- | -------- | ------ | ------ | ------ | ----- | ------ | ---- | ------- | ------- | ------ | ------ | ------ |
| 2019-2020 | Duke     | 31     | 22     | 20,5   | 48,7  | 39,3   | 74,1 | 3,80    | 0,90    | 0,50   | 0,70   | 9,70   |
| 2020-2021 | Duke     | 24     | 23     | 32,7   | 55,6  | 44,4   | 72,4 | 6,10    | 1,40    | 0,70   | 0,70   | 18,30  |
| Carrière  | Carrière | 55     | 45     | 25,8   | 52,6  | 42,1   | 73,1 | 4,80    | 1,10    | 0,60   | 0,70   | 13,50  |

## Distinctions personnelles
- First-team All-ACC (2021)
- ACC Most Improved Player (2021)
- McDonald's All-American (2019)
- Minnesota Mr. Basketball (2019)